# 高木慶太
高木 慶太（たかぎ けいた、1942年1月10日 - 2001年12月11日）は日本の福音派の牧師。
吹田聖書福音教会の創立者。日本におけるディスペンセーション主義の中心的人物として知られる。

## 活動
開拓伝道から教会を建てあげ、聖書預言についての講演活動で知られていた。患難前携挙説、前千年王国説の立場であった。
彼は大淫婦バビロンとはリベラル・プロテスタント、世界中の偶像崇拝の宗教のエキュメニカルな宗教連合体であると考えた。
またディスペンセーション主義の終焉説の立場から聖霊の第三の波に反対し、聖霊派を批判する本を書いた。
著書『これからの世界情勢と聖書の預言』は評価が高く、高木慶太師の死後、芦田拓也師による改訂版が出されている。

## 経歴
上海生まれ。慶應義塾大学、スタンフォード大学、グロヴシティ大学、1970年ダラス神学校卒業。

## 著書
- 『真実をあなたに』いのちのことば社 2003
- 『あなたも必ず伝道に成功する』吹田聖書福音教会 2002
- 『恵みによる信仰生活1』 いのちのことば社 2002
- 『恵みによる信仰生活2』 いのちのことば社 2002
- 『こころからの安心』2002
- 『これからの世界情勢と聖書の預言（新版）』共著　いのちのことば社 2002
- 『近づいている世界の終焉』いのちのことば社 2002
- 『今日における奇蹟 いやし 預言』共著　いのちのことば社 1996
- 『「中東の激動」と聖書預言』いのちのことば社 1991
- 『信じるだけで救われるか』いのちのことば社 1985
- 『これからの世界情勢と聖書の預言』いのちのことば社 1983
- 『近づいている人類の破局』いのちのことば社 1974